# DEx12-es autóút (Románia)
A DEx12-es autóút vagy Craiova–Pitești autóút (románul: Drumul expres DEx12, Drumul expres Craiova–Pitești) részben elkészült, részben épülő gyorsforgalmi út Romániában, Craiova és Pitești között.

## Története

### Építése
A 121,25 km hosszú autóút építését négy szakaszra osztották.
A Craiova–Robănești közötti 17,70 km hosszú szakasz 2024 decemberében készült el.
A Robănești–Slatina közötti 39,85 km-es szakasz 1. alszakaszát (Robănești–Piatra-Olt) 2022 áprilisában, 2. alszakaszát (Piatra-Olt–Slatina, 21,35km) 2022 júliusában átadták.
A Slatina–Colonești közötti 31,75 km-es szakasz 2023 decemberében készült el.
A Colonești és Pitești (A1-es autópálya) közötti 31,88 km-es szakasz befejezési határideje 2024 volt; ebből 19 km-t novemberben át is adtak.
2024 februárjában Románia autópályáin 36 új csomópont előkészítését jelentették be. Ebből a DeX12-n található Colonești és Suseni csomópont tervezőjét már kiválasztották.